# リソスフェア

1.地殻、2.マントル、3a.外核、3b.内核
4.リソスフェア、5.アセノスフェア

リソスフェア（リソスフィア、英: lithosphere）あるいは岩石圏 (がんせきけん)、岩圏 (がんけん) とは、地球の内部の層の一つ。

## 概要
地殻とマントル最上部の固い岩盤を併せた部分の総称である。プレートとほぼ同じ。ただし、もともとプレートテクトニクスにおいて、「プレート」は剛体（いかなる力が加わっても決して変形しない理想的な物体）として定義されているのに対して、「リソスフェア（リソスフィア）」という言葉は地球表面で弾性体として挙動する部分を指す。
プレート、あるいはリソスフェアは14枚に分かれて地球表面を覆っており、それぞれが互いに相対運動している。相対運動速度は場所によって異なり、年間数ミリメートルから10センチメートル程度である。
リソスフェアの下はアセノスフェアという、より高温かつ流動的な層を覆う板である。この流体層の存在によってプレート間の相対運動が可能になっている。アセノスフェアのさらに下にはメソスフェア（下部マントル）、さらには核（コア）がある。ちなみにかつてはリソスフェアの下をバリスフェア（重圏、barysphere）と呼んでいた。
海嶺周辺は温度が高いためリソスフェアは薄い。時間が経ち海嶺から遠ざかるにつれて、より深部の高温部分が冷えて弾性的性質を獲得する。こうして、リソスフェアは時間とともに厚くなる。

## リソスフェアの厚さ
地球の深さ方向に対しての層の分け方のうち、地殻やマントルが元素組成など地球化学的性質に基づいた分け方であるのに対して、リソスフェアは地球物理学的な分け方である。
従って、その厚さは加えられた力に対する物理的な応答で定義され、測定方法によって様々な値を取る。短い時間スケールの力に対しては（例えば地震）かなり深部の高温部分でさえも弾性的に応答するので、リソスフェアは厚い（時に数100キロメートル）。逆に長い時間スケールでは（例えば大陸氷河の消長）、浅部の十分に弾性的な性質を持つ部分だけが長い期間その過重を支えることができる。従って、厚さは数10キロメートル程度になる。通常リソスフェアの厚さと言えば後者を指すが、いずれにしても一つに定まらない量である。また、リソスフェアの厚さは荷重の空間スケールにも大きく依存する。